# Fåborg-Midtfyns kommun
Fåborg-Midtfyns kommun är en kommun i Region Syddanmark i Danmark. Den bildades i samband med kommunreformen den 1 januari 2007. Fåborg-Midtfyn kommun har 51 612 invånare (2007) och är 637 km². Borgmästare är Venstres Christian Thygesen.
Fåborg-Midtfyns kommun är en sammanslagning av:
- Broby kommun
- Fåborgs kommun
- Ringe kommun
- Ryslinge kommun
- Årslevs kommun

## Socknar
1. Nørre Lyndelse socken
2. Årslevs socken
3. Sønder Nærå socken
4. Rolfsteds socken
5. Nørre Broby socken
6. Vejle socken
7. Allesteds socken
8. Nørre Søby socken
9. Sønder Højrups socken
10. Søllinge socken
11. Hellerups socken
12. Sønder Broby socken
13. Hillerslevs socken
14. Hedens socken
15. Vantinge socken
16. Gestelevs socken
17. Ringe socken
18. Ryslinge socken
19. Gislevs socken
20. Vester Hæsinge socken
21. Sandholts Lyndelse socken
22. Øster Hæsinge socken
23. Espe socken
24. Herringe socken
25. Kværndrups socken
26. Håstrups socken
27. Svanninge socken
28. Brahetrolleborgs socken
29. Krarups socken
30. Horne socken
31. Fåborgs socken
32. Diernæs socken
33. Vesters Åby socken
34. Åstrups socken
35. Lyø socken
36. Avernakø socken